# Sueviota aprica
Sueviota aprica és una espècie de peix de la família dels gòbids i de l'ordre dels perciformes.

## Morfologia
- Els mascles poden assolir 1,4 cm de longitud total.[1]

## Hàbitat
És un peix marí, de clima tropical i associat als esculls de corall que viu entre 10-48 m de fondària.

## Distribució geogràfica
Es troba a Txagos i Tonga.

## Observacions
És inofensiu per als humans.